# Chrioloba erubescens
Chrioloba erubescens är en fjärilsart som beskrevs av Eugen Wehrli 1924. Chrioloba erubescens ingår i släktet Chrioloba och familjen mätare. Inga underarter finns listade i Catalogue of Life.